# Christian Stucki
Pour les articles homonymes, voir Stucki.
Christian Stucki, né le 10 janvier 1985 à Aarberg, est un lutteur suisse, roi de la fête fédérale de 2019.
Vainqueur du Kilchberger-Schwinget de 2008 et de la Fête d'Unspunnen en 2017, il remporte également deux des plus prestigieux festivals de lutte fédérale et devient ainsi le deuxième lutteur dans l'histoire, après Jörg Abderhalden (de), à réussir le « Grand Chelem de la lutte ».